# Glischroderma cinctum
Glischroderma cinctum är en svampart som beskrevs av Fuckel 1870. Glischroderma cinctum ingår i släktet Glischroderma och familjen Pezizaceae.   Inga underarter finns listade i Catalogue of Life.